# Classe Farragut (cacciatorpediniere 1958)
La classe Farragut, anche conosciuta come classe Coontz dal nome della quarta unità della classe, era una classe di grandi cacciatorpediniere americani entrata in servizio nella United States Navy alla fine degli anni cinquanta, facendo tesoro delle soluzioni sperimentate sulle unità della Classe Mitscher. Le navi della classe avevano una potente batterie di armamenti sia missilistici che d'artiglieria, con il tempo progressivamente migliorati.
Si trattava di una delle varie classi postbelliche di navi di scorta realizzate dagli americani. La struttura era massiccia, con un torrione imponente mentre lo scafo era assai basso e a ponte continuo.

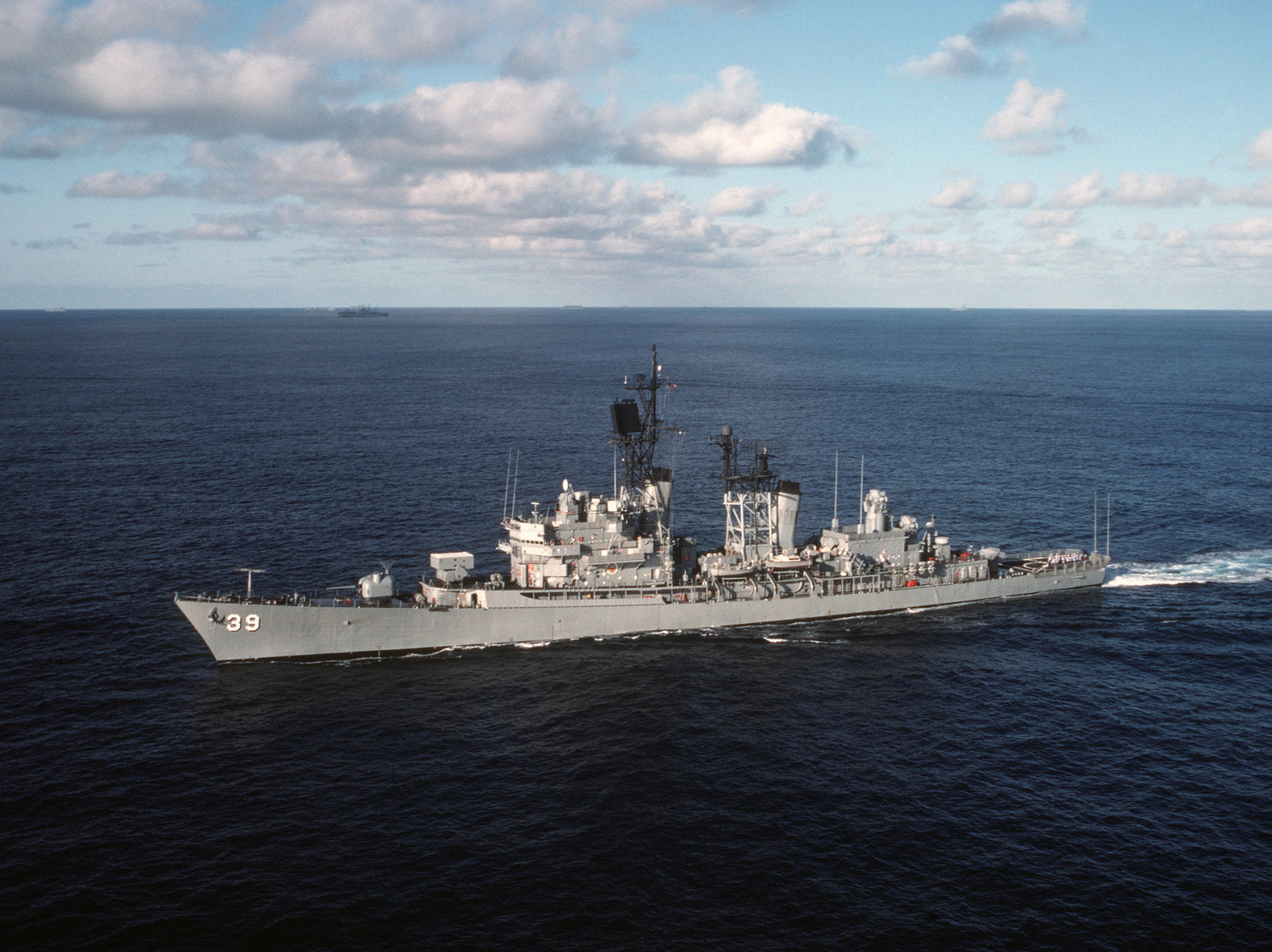
il cacciatorpediniere USS MacDonough

Le sovrastrutture erano imponenti ed oltre al torrione, anche i due fumaioli, collegati alle caldaie dell'apparato motore erano alti e pesanti, mentre a proravia di ognuno di essi vi erano alberi a traliccio con in cima le antenne radar di scoperta principale, di un radar di scoperta aerea tridimensionale ad antenna piana, uno di scoperta a lungo raggio bidimensionale, e un piccolo apparato per la scoperta in superficie e navigazione. All'epoca la configurazione era ancora tradizionale, in quanto il mack, l'integrazione dei fumaioli e delle antenne su di un'unica struttura era ancora di là da venire. Va da sé che la costruzione di tralicci pesanti e alti sul mare decine di metri era impegnativa e non aiutava la nave a conservare stabilità sull'asse di rollio durante le tempeste.
L'apparato motore era a turbine alimentate dal vapore prodotto dalle caldaie.
Inizialmente costruite come cacciatorpediniere convenzionali, a partire dalla quarta unità, l'USS Coontz vennero completate come cacciatorpediniere lanciamissili e durante la costruzione anche le prime tre navi della classe vennero allestite come unità missilistiche.
Dietro il lanciamissili antiaereo, l'arma principale di queste navi, a poppa, vi era un ponte di volo, ma non esisteva l'hangar per l'elicottero. In pratica, con la realizzazione dei Coontz, la US Navy costruì delle unità pesantemente armate e in maniera completa, elicottero a parte, tanto da essere da molti assimilati a veri e propri incrociatori, con i quali condividevano una buona parte l'armamento e il pesante set di sensori.

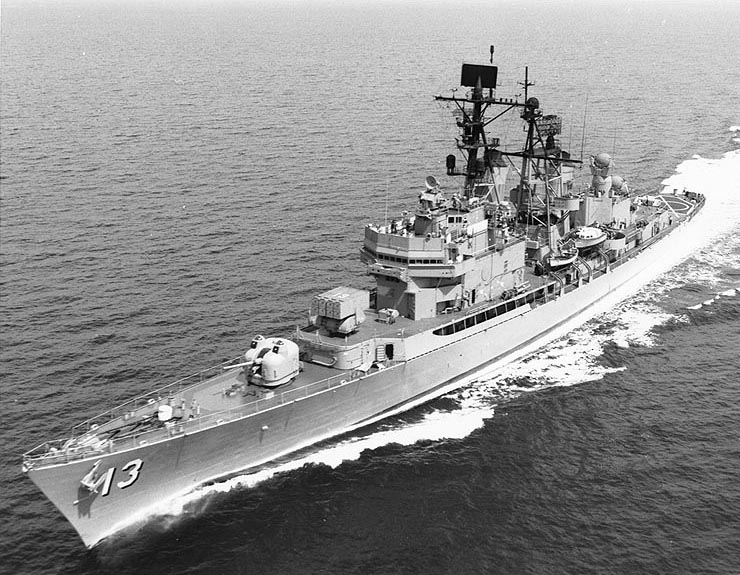
Il cacciatorpediniere William V. Pratt

Inizialmente concepite come grosse fregate, queste navi avevano come Hull classification symbol la sigla DL (Destroyer Leader) per le prime tre unità e DLG per le successive unità, dove la G indica le unità missilistiche, ma durante la loro costruzione anche le altre navi vennero completate come cacciatorpediniere lanciamissili. Successivamente, quando nel 1975 la US Navy abbandonò il termine Destroyer Leader per sostituirlo con quello di fregata, queste unità vennero riclassificate cacciatorpediniere lanciamissili.
Una fotografia del 1986 mostra la capoclasse armato di un cannone da 127 mm Mk. 42, un lanciamissili antisommergibile ASROC, un paio di lanciasiluri leggeri tripli Mk 32, e in termini missilistici, la presenza dei potenti missili Harpoon, che erano stati da poco installati, nei soliti 2 complessi quadrupli a canestro, ai lati della sovrastruttura poppiera. Infine, vi era la rampa di lancio Mk 10 o similari modelli binati per missili, originariamente Terrier, poi rimpiazzati dagli Standard SM-1. Tutto questo, unito al radar di tiro prodiero per il cannone, ai due poppieri per i missili, e ad altre apparecchiature, rendeva i Farragut/Coontz ancora delle potenti navi da guerra.
La classe viene detta anche Coontz, in quanto le prime tre unità erano solamente artiglieresche, mentre le successive tre previste, di cui la prima era la Coontz, erano missilistiche, ma il progetto iniziale venne modificato e tutte le unità vennero dotate di missili, ed alle sei ne vennero aggiunte altre quattro, portando il totale delle unità a dieci.
La sostituzione di questa e altre classi avvenne essenzialmente con l'entrata in servizio della Classe Arleigh Burke, di cacciatorpediniere AEGIS.
Tutte le navi della classe furono radiate e demolite tra il 1989 e il 1994.